# Vito Genovese
Vito Genovese (1897. november 21. – 1969. február 14.) olasz származású amerikai maffiózó volt, aki elsősorban az Egyesült Államokban működtette bűnszervezetét. Genovese az amerikai maffia végrehajtójaként került hatalomra a szesztilalom idején. Lucky Luciano régi munkatársa és gyermekkori barátja volt és részt vett a Castellammarese háborúban, valamint hozzájárult a maffia és a szervezett bűnözés felemelkedéséhez az Amerikai Egyesült Államokban. Később ő vezette Luciano klánját, amelyet a tiszteletére Genovese klánnak (családnak) neveztek el.
Lucianóval együtt Genovese is nagy szerepet játszott a heroin kereskedelem nemzetközi szintű elterjedésében. 1937-ben Olaszországba menekült, és a második világháború alatt egy rövid ideig Benito Mussolini olaszországi rendszerét támogatta, mert attól félt, hogy visszatoloncolják az Egyesült Államokba, ahol gyilkossági vádakkal kell szembenéznie. Csak 1945-ben tért vissza az Egyesült Államokba. Genovese volt a mentora  Vincent "The Chin" Giganténak, a Genovese klán későbbi főnökének.
1957-ben Albert Anastasia meggyilkolásának és Frank Costello elfuserált gyilkossági kísérletének megrendelésével a főnökök főnöke címet szerette volna megkapni. Közvetlenül ezután maffiacsúcstalálkozót hívott össze, hogy megszilárdítsa hatalmát, de a találkozót a rendőrség megrohamozta. Uralkodásának 1959-ben vége szakadt, amikor kábítószerekkel kapcsolatos bűncselekmények vádjával 15 év börtönbüntetésre ítélték. Miközben ő és beosztottja, Joe Valachi együtt ültek a börtönben, Valachi megölt egy rabot, akiről azt hitte, hogy egy Genovese által küldött bérgyilkos. Valachi a gyilkosság után besúgó lett. Genovese 1969. február 14-én halt meg a börtönben.

## Élete
Vito Genovese 1897. november 21-én született Riciglianóban, Tufino községben, Nápoly tartományban, Olaszországban,  édesapja Frances Felice Genovese, édesanyja Nunziata Aluotto volt. Vitónak volt egy nővére, Giovanna Jennie, valamint két testvére, Michael és Carmine, akik szintén a Genovese bűnözőklánhoz tartoztak. Unokatestvére, Michael lett a pittsburghi klán főnöke. Genovese 170 cm magas volt. Családjával nyugodt életet élt Atlantic Highlandsben, New Jerseyben.
Gyermekként Olaszországban Genovese csak az ötödik osztálynak megfelelő iskolát végezte el. 1913-ban, amikor 15 éves volt, a családja az Egyesült Államokba emigrált, és a manhattani Little Italy-ban telepedett le. 1913-ban Genovese bűnözői karrierjét azzal kezdte, hogy árut lopott a kocsisoktól és megbízásokat teljesített a maffiózóknak. Később pénzt gyűjtött azoktól az emberektől, akik illegális lottójátékokon játszottak. 19 évesen Genovese egy évet töltött börtönben illegális lőfegyver birtoklásáért.
Az 1920-as években Genovese Giuseppe "Joe The Boss" Masseriának kezdett dolgozni, aki egy hatalmas manhattani banda főnöke volt, amelyből az a klán alakult ki, amelynek végül ő lett a vezetője. Charlie Luciano és közeli társai a szerencsejátékos Arnold "The Brain" Rothsteinnek kezdtek dolgozni, aki azonnal meglátta a szesztilalomból származó potenciális nyereséget, és megtanította Lucianót a szeszcsempészetre, mint üzleti vállalkozásra. Luciano, Frank Costello és Genovese Rothstein finanszírozásával saját szeszcsempészetet indítottak.
1930-ban Genovese ellen hamisítás miatt vádat emeltek, amikor a rendőrség 1 millió dollárnyi hamis amerikai valutát talált egy hozzá köthető brooklyni műhelyben. 1930-ban Genovese meggyilkolta Gaetano Reinát, egy bronxi banda vezetőjét. Reina Masseria szövetségese volt, de Masseria úgy döntött, hogy megöli, miután gyanítani kezdte, hogy titokban segítette ősellenségét, a brooklyni bandavezért, Salvatore Maranzanót. 1930. február 26-án Genovese állítólag rajtaütött Reinán, amikor az elhagyta szeretője bronxi házát, és egy sörétes puskával tarkón lőtte. Masseria ezután vette át közvetlenül a Reina banda irányítását.

## Castellammarese háború
1931 elején kitört a Castellammarese háború Masseria és Maranzano között. A Maranzanóval kötött titkos alku keretében Luciano beleegyezett, hogy kiterveli főnöke, Masseria meggyilkolását, cserébe megkapja annak zsákmányát, és Maranzano helyettese lesz. 1931. április 15-én Luciano elcsalta Masseriát egy találkozóra, ahol a Coney Islanden lévő Nuova Villa Tammaro nevű étteremben meggyilkolták. Miközben kártyáztak, Luciano kiment a mosdóba, a fegyveresek pedig Genovese, Albert Anastasia, Joe Adonis és Benjamin "Bugsy" Siegel voltak; Ciro "The Artichoke King" Terranova vezette a menekülő autót, de a legenda szerint olyannyira sokkot kapott a történtek után, hogy nem tudott elindulni, ezért Siegelnek kellett kilöknie a vezetőülésből. Luciano átvette a Masseria család irányítását, Genovese pedig az alvezére lett.
1931 szeptemberében Luciano és Genovese megtervezte Salvatore Maranzano meggyilkolását. Luciano azt a hírt kapta, hogy Maranzano meg akarja ölni őt és Genovese-t, ezért egy bérgyilkos csapatot toborzott  Meyer Lansky és Siegel segítségével, hogy megöljék Maranzanot. Amikor 1931. szeptember 10-én Maranzano összehívta Lucianót, Genovese-t és Frank Costellót egy találkozóra az irodájába, ők már tudták, hogy Maranzano ott akarja megölni őket. Ehelyett a cseles Luciano négy zsidó gengsztert küldött a találkozóra, akiknek az arcát Maranzano emberei nem ismerték, és megölték Maranzanot. Luciano ezt követően létrehozta A Bizottságot, amely a szervezett bűnözés irányító szerve lett.
1931-ben Genovese első felesége, Donata Ragone tuberkulózisban meghalt, ezután nem sokkal bejelentette, hogy feleségül veszi Anna Petillót, aki Gerard Vernotico felesége volt. 1932. március 16-án Vernoticót megfojtva találták egy manhattani háztetőn, ezután 1932. március 28-án Genovese feleségül vette özvegyét, Annát, aki édesanyja, Concetta y Cassini Genovese révén Genovese unokatestvére volt.

## A Boccia gyilkosság és menekülés Olaszországba
1934-ben Genovese megrendelte Ferdinand Boccia maffiózó meggyilkolását. Genovese és Boccia összeesküdtek, hogy egy gazdag szerencsejátékostól 150 000 dollárt csaljanak ki egy nagy tétű kártyajátékban. A játék után Boccia 35 000 dolláros részesedést követelt, mert ő mutatta be az áldozatot Genovesének. Ahelyett, hogy bármit is fizetett volna Bocciának, Genovese úgy döntött, hogy megöleti őt. 1934. szeptember 19-én Genovese és öt társa lelőtte Bocciát egy brooklyni kávézóban.
1936. június 18-án Lucianót 30-tól 50 évig terjedő börtönbüntetésre ítélték kerítés miatt. Luciano bebörtönzésével Genovese lett a Luciano-bűnözőklán megbízott főnöke.
1936. november 25-én Genovese New Yorkban honosította az amerikai állampolgárságát. 1937-ben a Boccia-gyilkosság miatt való felelősségre vonástól tartva 750 000 dollár készpénzzel Olaszországba menekült, és a Nápoly melletti Nola városában telepedett le. Genovese távozásával Costello lett a megbízott főnök.
Miután megvesztegetett néhány fasiszta párttagot, Genovese Galeazzo Ciano, Benito Mussolini vejének barátja lett; úgy vélik, Genovese látta el Cianót kokainnal. Genovese a második világháború végéig közel 4 millió dollárt adományozott Mussolini fasiszta pártjának. Megkapta a Szent Mauríciusz és Lázár Rend kitüntetését is, és parancsnok lett, miután részt vett egy új fasiszta pártközpont létrehozásában Nolában.
1943-ban Genovese megrendelte Carlo Tresca, egy New York-i anarchista újság kiadója és Mussolini ellensége meggyilkolását. Genovese az olasz kormánynak tett szívességből rendelte meg a gyilkosságot. 1943. január 11-én egy fegyveres lelőtte Trescát az újság manhattani irodája előtt. A gyilkos Carmine Galante volt, a Bonanno-bűnözőklán egyik tagja. A Tresca-gyilkossággal kapcsolatban azonban senkit sem vádoltak meg.

## Visszatérése New Yorkba
Amikor a szövetségesek 1943 szeptemberében megszállták Olaszországot, Genovese átállt az amerikai hadsereg oldalára, és gyorsan felajánlotta szolgálatait nekik. Charles Poletti volt New York-i kormányzó, aki akkoriban az amerikai hadsereg kötelékében szolgált, egy 1938-as Packard Sedant fogadott el ajándékba Genovese-től. Genovese-t az amerikai hadsereg nápolyi főhadiszállásán kinevezték tolmácsnak valamint kapcsolattartó tisztnek, majd hamarosan a Szövetséges Katonai Kormány a megszállt területekért (AMGOT) egyik legmegbízhatóbb alkalmazottja lett. Poletti és az AMGOT teljes részlege semmit sem tudott a múltjáról.
Genovese Calogero Vizzini olasz gengszterrel együtt létrehozta Dél-Olaszország egyik legnagyobb feketepiacát. Vizzini az olasz étrendhez szükséges alapvető élelmiszer-alapanyagokkal megrakott teherautókaravánokat küldött észak felé, az éhségtől szenvedő Nápolyba, ahol a rakományt Genovese szervezete osztotta szét.  Az összes teherautónak az AMGOT nápolyi és szicíliai igazgatása állította ki az engedélyeket és a kiviteli papírokat, sőt néhány korrupt amerikai katonatiszt még benzinnel és teherautókkal is hozzájárult a művelet sikerességéhez. Luke Monzelli, a Carabinieri hadnagya szerint, akit Genovese követésére osztottak be Olaszországban töltött ideje alatt: "Vizzinitől Genovese-nek élelmiszer-utánpótlást szállítottak kamionszámra – mindegyiket a megfelelő okmányokkal kísérték, amelyeket az illetékes emberek, a Vizzini és Genovese szolgálatában álló maffiózók hitelesítettek."
1944 nyarán New Yorkban a maffiózó Ernest " The Hawk" Rupolo, Genovese egykori társa, gyanúba keverte őt a Boccia-gyilkosság kapcsán. Rupolo, mivel gyilkossági ítélet elé nézett, úgy döntött, hogy a kormány tanúja lesz.
1944. augusztus 27-én az amerikai katonai rendőrség Olaszországban letartóztatta Genovese-t egy feketepiaci hálózat működtetése miatt indított nyomozás során. Kiderült, hogy Genovese teherautókat, lisztet és cukrot lopott a hadseregtől. Amikor Orange C. Dickey ügynök a Bűnügyi Nyomozó Osztálytól megvizsgálta Genovese hátterét, kiderült, hogy Genovese az 1934-es Boccia-gyilkosság miatt körözött szökevény volt. Úgy tűnt azonban, hogy a hadsereg vagy a szövetségi kormány nem mutatott nagy érdeklődést Genovese üldözése iránt.
Hónapokig tartó frusztráció után Dickey végül képes volt felkészülni arra, hogy Genovese-t visszaküldje New Yorkba, hogy bíróság elé álljon, ám egyre nagyobb nyomás nehezedett rá. Genovese személyesen ajánlott fel Dickey-nek 250 000 dollár kenőpénzt, hogy engedje szabadon, majd megfenyegette Dickey-t, amikor az visszautasította az ajánlatot. Dickey-t még a felettesei is utasították arra, hogy tartózkodjon Genovese üldözésétől, de nem hagyta magát lebeszélni erről.
1945. június 2-án, miután előző nap hajóval megérkezett New Yorkba, Genovese ellen vádat emeltek az 1934-es Boccia-gyilkosság kapcsán, ám ő ártatlannak vallotta magát. 1946. június 10-én egy másik vád tanúját, Jerry Espositót agyonlőve találták egy út mellett a New Jersey állambeli Norwoodban. Korábban egy másik tanút, Peter LaTempát holtan találták abban a cellában, ahol védőőrizetben tartották.
Mivel Rupolo vallomását senki sem tudta megerősíteni, a hatóság állítása összeomlott, és a Genovese elleni vádakat 1946. június 10-én ejtették. Samuel Leibowitz bíró a döntése meghozatalakor így nyilatkozott:

„Nem tudok az esküdtszék nevében beszélni, de úgy gondolom, hogy ha lett volna akár csak egy kis megerősítő bizonyíték is, akkor magát a villamosszék várta volna.”

## Hatalomra törése
Miután 1946-ban szabadult az őrizetből, Genovese újra csatlakozhatott a Luciano klánhoz, azonban sem Costello, sem alvezére, Willie Moretti nem volt hajlandó visszaadni neki a hatalmat. 1946 decemberében Lansky Havannába hívta össze a nagy bűnözői klánok vezetőit egy találkozóra. A három megvitatandó téma a következő volt: a heroin kereskedelem, a kubai szerencsejáték, valamint az, hogy mi legyen Bugsy Siegel és a Las Vegas-i Flamingo Hotel projektjének kudarcba fulladása esetén. A konferenciára a Hotel Nacional de Cuba szállodában került sor, és alig több mint egy hétig tartott.
December 20-án, a konferencia ideje alatt Luciano privát találkozót folytatott Genovese-vel szállodai lakosztályában. Costellóval ellentétben Luciano soha nem bízott Genovese-ben aki a találkozón megpróbálta meggyőzni Lucianót, hogy legyen a főnökök címzetes főnöke, és hagyja, hogy Genovese irányítson mindent. Luciano azonban higgadtan elutasította  ezt a javaslatot:

„Nincs már főnökök főnöke titulus. Mindenki előtt megszüntettem. Ha valaha is meggondolom magam, elfogadom ezt a címet. De nem rajtad fog múlni. Te most nekem dolgozol, és nincs kedvem nyugdíjba menni. És ezt még egyszer ne halljam, különben elveszítem a türelmem.”

Genovese most már egykori Greenwich Village-i bandájának kapitánya volt. Azonban 1951. október 4-én Morettit a Maffia Bizottság megbízásából meggyilkolták mert a maffiafőnökök elégedetlenek voltak a Kefauver-meghallgatások során tett vallomásával, és aggódtak, hogy a szifilisz miatt, amely most már az agyára is hatással volt, esetleg elkezd beszélni a sajtónak. Costello ezután Genovese-t nevezte ki új alfőnöknek.
1952 decemberében Anna Genovese beperelte férjét anyagi támogatásért, majd 1953-ban elvált tőle, és tanúvallomást tett arról, hogy Vito részt vett különféle bűnszervezetekben, ami példátlan volt egy maffiózó feleségétől. Két évvel korábban elköltözött a család New Jersey-i otthonából. 350 dolláros heti összeget kért a bírótól. Vito ellenkérelmet nyújtott be a válásért elhagyásra hivatkozva." Anna Genovese szerint Vito Genovese uralta az olasz lottót New Yorkban és New Jerseyben, és évente több mint 1 millió dollárt termelt, emellett négy Greenwich Village-i éjszakai klub, egy virginiai kutyafuttató és más törvényes vállalkozások tulajdonosa is volt. Mindkét keresetet végül 1954-ben a New Jersey-i Legfelsőbb Bíróság fellebbviteli osztálya elutasította. 1953-ban Genovese elrendelte Steven Franse maffiózó meggyilkolását. 1953-ban megbízta Franse-t, hogy felügyelje Annát, amíg ő Olaszországban bujkál. Anna fenyegető félrelépései és az ellene indított per miatt feldühödött Genovese megbízta Joseph Valachit, hogy rendezze meg Franse meggyilkolását. 1953. június 18-án Valachi a bronxi éttermébe csalta Franse-t, ahol Pasquale Pagano és Fiore Siano (Valachi unokaöccse) megfojtották.
Az 1950-es évek közepén Genovese úgy döntött, hogy fellép Costello ellen. Azonban el kellett távolítania Costello erős szövetségesét is a Bizottságból, Albert Anastasiát, az Anastasia bűnözőklán főnökét. Genovese hamarosan összeesküvést szőtt Carlo Gambinóval, Anastasia alvezérével, hogy eltegyék láb alól Anastasiát.
1957 elején Genovese úgy döntött, hogy eljött az idő, hogy Costello ellen forduljon, ezért utasította Vincent Gigantét, hogy ölje meg Costellót. 1957. május 2-án Gigante rálőtt a lakása előtt és megsebesítette Costellót. Bár a seb felületes volt, meggyőzte arról, hogy adja át a hatalmat Genovese-nek és vonuljon vissza. Egy portás azonosította Gigantét mint a fegyverest, azonban 1958-ban Costello azt vallotta, hogy nem ismerte fel támadóját, ezért Gigantét felmentették a gyilkossági kísérlet vádja alól. Genovese ekkor lett a Genovese bűnözőklán néven ismert bűnszervezet főnöke, és régi helyi vezérét, Anthony Strollo-t előléptette alfőnökké.
1957 végén Genovese és Gambino elrendelte Anastasia meggyilkolását. Genovese olyan pletykákat hallott, hogy Costello összeesküvést szőtt Anastasiával a hatalom visszaszerzése érdekében. 1957. október 25-én Anastasia a manhattani Midtownban lévő Park Central Hotel borbélyüzletébe érkezett hajvágásra és borotválkozásra. Miközben a borbélyszékben pihent, két férfi, akiknek az arcát sálakkal takarták el, agyonlőtte Anastasiát. A szemtanúk egyik fegyverest sem tudták azonosítani, és ma is léteznek egymással ellentmondó elméletek a kilétükről.

## Apalachin találkozó és börtön

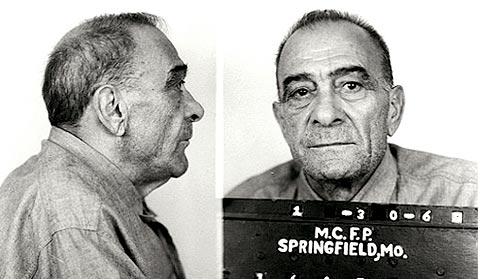
Egy másik rendőrségi fotó Genovese-ről.

1957 novemberében, közvetlenül az Anastasia-gyilkosság után, miután Costellótól átvette a Luciano bűnözői család irányítását, Genovese egy országos Cosa Nostra-gyűlés megrendezésével akarta törvényesíteni az új hatalmát. Genovese a New York-i Buffalo főnököt és a Bizottság tagját, Stefano "The Undertaker" Magaddinót választotta ki a találkozó megszervezésére; ő viszont az északkelet-pennsylvaniai bűnbanda főnökét, Joseph Barbarát és alvezérét, Russell Bufalinót, hogy felügyeljék a találkozó lebonyolítását. A megbeszélések egyik témája Kuba volt, különösen a La Cosa Nostra szerencsejáték- és drogcsempészettel kapcsolatos érdekeltségei a szigeten. A nemzetközi kábítószer-kereskedelem szintén kiemelt napirendi téma volt. A New York-i ruházati ipar érdekeltségei és zsarolásai, mint például az üzlettulajdonosok uzsorázása és a ruházati központok fuvarozásának ellenőrzése, szintén fontos témák voltak a megbeszélések során.
1957. november 14-én az Egyesült Államok és Olaszország befolyásos maffiózói Barbara birtokán, a New York állambeli Apalachinban gyűltek össze. A találkozó programjában szerepelt az illegális szerencsejátékkal és kábítószer-kereskedelemmel kapcsolatos lezáratlan kérdések megoldása, különösen New York város területén. Edgar D. Croswell szövetségi rendőrnek tudomására jutott, hogy Barbara fia szobákat foglalt a helyi szállodákban, valamint hogy nagy mennyiségű húst szállított egy helyi hentes a Barbara-házba. Ez gyanút keltett Croswellben, ezért úgy döntött, hogy megfigyeli Barbara házát. Amikor az állami rendőrség több luxusautót talált Barbara háza előtt parkolva, a rendszámokat feljegyezték. Miután kiderült, hogy számos autó közismert bűnözők nevén van, az állami rendőrség erősítést rendelt ki a helyszínre, és útlezárást állított fel. Amikor a maffiózók észrevették hogy a rendőrség felfigyelt rájuk, menekülni kezdtek a gyűlésről mind autóval, mind gyalogosan. Sok maffiózó a Barbara-birtokot körülvevő erdőn keresztül próbált elmenekülni. A rendőrség egy útlezárásnál megállította Bufalino autóját, amelynek utasai között volt Genovese és három másik férfi is, amikor elhagyták a birtokot Bufalino azt mondta, hogy beteg barátjához, Barbarához jött látogatóba. Genovese azt állította, hogy csak egy grillpartira ment oda, és hogy üzletet beszéljen meg Barbarával. A rendőrök útjára engedték.
1958. június 2-án Genovese idézésre jelent meg az amerikai szenátus McClellan meghallgatásán, azonban megtagadta a válaszadásokat és 150 alkalommal hivatkozott az amerikai alkotmány ötödik módosításában foglalt jogaira.
Luciano feltételezhetően segített 100 000 dollár egy részét kifizetni egy Puerto Ricó-i drogkereskedőnek, hogy hamisan belekeverje Genovese-t egy drogügyletbe. 1958. július 7-én Genovese ellen vádat emeltek kábítószer behozatalára és eladására irányuló összeesküvés vádjával. A kormány koronatanúja Nelson Cantellops volt, egy Puerto Ricó-i drogkereskedő, aki azt állította, hogy Genovese találkozott vele.  1959. április 4-én Genovese-t New Yorkban elítélték a szövetségi kábítószer-törvények megsértésére irányuló összeesküvésért. 1959. április 17-én 15 évre ítélték az atlantai szövetségi börtönben, ahol a börtönből próbálta irányítani bűnözőklánját. Selwyn Raab, a New York Times hosszú ideje a szervezett bűnözésről szóló riportere Five Families című könyvében azt írta, hogy számos nyomozó, ügyvéd és szervezett bűnözés szakértő megkérdőjelezte Genovese elítélésének jogosságát. Ralph Salerno, a New York-i rendőrség régi nyomozója például azzal érvelt, hogy "bárki, aki érti a maffia protokollját és különféle eljárásait", szinte hihetetlennek találná, hogy egy maffiafőnök közvetlenül részt vegyen egy kábítószer üzlet lebonyolításában.
1959 szeptemberében Genovese a gyanú szerint megrendelte Anthony Carfano maffiózó meggyilkolását. A Costello elleni gyilkossági kísérlet miatt feldühödött Carfano tiltakozásul kihagyta az apalachini találkozót. Válaszul Genovese úgy döntött, hogy megöleti őt. 1959. szeptember 25-én Carfanót és egy női társát agyonlőve találták Cadillac gépkocsijában a Queens-i Jackson Heights egyik utcájában.
1962 áprilisában Genovese feltehetően elrendelte Anthony Strollo meggyilkolását, miután arra következtetett, hogy Strollo részese volt annak az árulásnak, amely miatt ő börtönbe került. Április 8-án Strollo elhagyta a házát, hogy sétálni menjen. Ezután soha többé nem látták, valamint a holttestét sem találták meg soha.
1962-ben egy feltételezett gyilkossági fenyegetés Genovese részéről Joseph Valachi maffiózót a közvélemény figyelmének középpontjába állította. Júniusban Genovese feltehetőleg besúgóként vádolta meg a szintén Atlantában bebörtönzött Valachit, és halálos csókot adott Valachinak. Júliusban Valachi vélhetően összetévesztett egy másik rabot egy maffia bérgyilkossal, és megölte azt. Genovese 100 000 dolláros vérdíjat tűzött ki Valachi haláláért. Miután életfogytiglani börtönbüntetést kapott ezért a gyilkosságért, Valachi úgy döntött, hogy a kormány tanúja lesz.
1964. augusztus 24-én Ernest Rupolo holttestét a queensi Jamaica-öbölben találták meg. Gyilkosai két betonblokkot erősítettek a lábához és összekötözték a kezét. Széles körben feltételezték, hogy Genovese rendelte el Rupolo meggyilkolását, mert az 1944-es Boccia-gyilkossági perben ellene tanúskodott.

## Halála
Genovese 1969. február 14-én halt meg szívrohamban a Missouri állambeli Springfieldben, az Egyesült Államok Szövetségi Foglyok Orvosi Központjában. 1969. február 14-én temették el a queensi Middle Village-i Saint John temetőben.

## Népszerűsége a médiában
- Genovesét a Főnökök főnöke című 2001-es tévéfilmben Steven Bauer alakítja.[83]
- Az 1972-es Cosa Nostra – A Valachi-ügy című filmben Lino Ventura alakítja.[84]
- Az 1974-es Kattant Joe című filmben Eli Wallach alakítja.[85]
- Az 1999-es A bűn királya című filmben Robert Miano alakítja.[86]
- Az 1991-es Bugsy című filmben Don Carrara alakítja.[87]
- Az 1999-es Bonanno: Egy keresztapa élete című tévéfilmben Emidio Michetti alakítja.[88]
- Genovese szerepel a Yesterday brit televíziós csatorna Mafia's Greatest Hits című dokumentumfilm-sorozatának hatodik epizódjában.
- A 2015-ös The Making of the Mob: New York című filmben Craig Thomas Rivela alakítja.[89]
- A 2019-es Mob Town című filmben Robert Davi alakítja.[90]

## Fordítás
- Ez a szócikk részben vagy egészben  a   Vito Genovese című angol Wikipédia-szócikk ezen változatának fordításán alapul.  Az eredeti cikk szerkesztőit annak laptörténete sorolja fel. Ez a jelzés csupán a megfogalmazás eredetét és a szerzői jogokat jelzi, nem szolgál a cikkben szereplő információk forrásmegjelöléseként.

## További információ
- Lewis, Norman. Naples '44. New York: Carol & Graf (1978). ISBN 978-0-7867-1438-4
- The Mob Museum – Vito Genovese
- Vito Genovese a Find a Grave weboldalán